# Niwoć
Niwoć – dawna część wsi Dąbrowica w Polsce, położona w województwie małopolskim, w powiecie dąbrowskim, w gminie Szczucin.
W latach 1975–1998 Niwoć należał administracyjnie do województwa tarnowskiego.
Nazwę zniesiono z 2023 r.